# Шмит, Ади
Адольф Шмит (люкс. Adolphe Schmit; род. 17 августа 1940, Люксембург) — люксембургский футболист, полузащитник.

## Карьера

### Клубная карьера
Во взрослом футболе дебютировал в клубе «Фола», за который выступал до 1962 года, после чего перешёл во французскую команду «Сошо». В клубе провёл следующие восемь сезонов, сыграв в 245 матчах.
В 1970 году перешёл в другой французский клуб «Мюлуз», за который выступал на протяжении трёх сезонов. Завершил карьеру футболиста в 1975 году в клубе «Эпиналь», в составе которого находился с 1973 года.

### Карьера в сборной
В 1960 году дебютировал в официальных матчах в составе национальной сборной Люксембурга. Три из шести своих голов за сборную Шмит забил 8 октября 1961 года в матче отборочного этапа чемпионата мира по футболу против сборной Португалии. Всего в составе сборной принял участие в 49 матчах.

### Тренерская карьера
В 1974—1975 годах Шмит был игроком и тренером клуба «Эпиналь», покинув пост после завершения футбольной карьеры.